# Naraha
Naraha (楢葉町, Naraha-machi) est un bourg situé dans la préfecture de Fukushima, au Japon.

## Géographie

### Démographie
Au 31 janvier 2020, la population de Naraha était estimée à 3 932 habitants.

## Histoire
Les habitants de ce bourg ont été entièrement évacués en mars 2011, à la suite de l'accident nucléaire de Fukushima.
Le 5 septembre 2015, à minuit, l'ordre d'évacuation est levé et les habitants qui le souhaitent peuvent rejoindre leurs demeures. Au moment de la levée, seulement 10 % des anciens habitants se sont inscrits pour revenir.

## Transports
Le bourg de Naraha est desservi par la ligne Jōban de la JR East. La gare J-Village, créée pour faciliter l'accès au J-Village lors des Jeux olympiques d'été de 2020, est l'une de ses trois gares.